# David Tarka
David Neil Tarka (Perth, 11 febbraio 1983) è un ex calciatore australiano, di ruolo difensore.

## Nazionale
Esordisce con la nazionale australiana nel 2004, contro Vanuatu.

## Palmarès

### Club

#### Competizioni nazionali
- National Soccer League: 1

Perth Glory: 2003